# Wikariat apostolski Esmeraldas
Wikariat apostolski Pando (łac. Apostolicus Vicariatus Esmeraldensis) (hiszp. Vicariato apostólico de Esmeraldas) – wikariat apostolski Kościoła rzymskokatolickiego w Ekwadorze. Jest podległy bezpośrednio pod Stolicę Apostolską. Został erygowany 14 listopada 1957 roku w miejsce istniejącej od 1945 roku prefektury apostolskiej.

## Administratorzy

### Prefekci apostolscy
- Jeroteo del Carmelo O.C.D. 1946-1954

### Wikariusze apostolscy
- Angelo Barbisotti F.S.C.J. 1957-1972
- Enrico Bartolucci Panaroni M.C.C.I. 1973-1995
- Eugenio Arellano Fernández M.C.C.I. 1995-2021
- Antonio Crameri S.S.C. od 2021